# Othmar Eichenberger
Othmar Eichenberger (Gränichen, 2 de març de 1901 - 11 d'abril de 1937) va ser un ciclista suís. Com a amateur, aconseguí una medalla de plata Campionat del Món en carretera de 1923, per darrere de l'italià Liberio Ferrario. Igualment, en dues ocasions va guanyar el Campionat de Zuric (1920 i 1923) i el Tour du Lac Léman (1923).